# Manawatu-Wanganui
Manawatu-Wanganui és una de les setze regions de Nova Zelanda, localitzada al centre sud de l'illa del Nord. Amb una població de 232.500 habitants, és la sisena regió més poblada del país. Les ciutats principals són Palmerston North, seu de la Universitat Massey, i Whanganui (o Wanganui). La regió fa frontera amb Waikato al nord, Hawke's Bay a l'est, Wellington al sud i Taranaki a l'oest.

## Geografia
La regió és dominada i definida per dos rius, el Whanganui i el Manawatu. El riu Whanganui, al nord-oest, és el riu més llarg navegable de Nova Zelanda. El riu fou molt important al poble maori, ja que el riu enllaça una cadena de rius que s'estenen per significant part de l'illa del Nord. Va ser una de les més importants àrees on van viure els maoris abans de l'arribada dels europeus amb els monts fàcilment fortificats i grans quantitats d'aliment. Llegendes maoris posen èmfasis en la importància del riu i encara és sagrat per l'iwi Wanganui. Els maoris que vivien al llarg de la costa conreaven moniatos i altres fruites. El riu Manawatu transcorre pel centre de la regió, de les valls a l'est fins a les fèrtils planes de Manawatu a l'oest. La ciutat de Palmerston North es localitza en aquestes planes.

## Clima
La regió té un clima temperat en comparació a la majoria de l'illa del Nord, tot i que les parts més continentals de la regió són més extremes. L'hotel Chateau Tongariro va veure la temperatura més baixa de l'illa del Nord el 7 de juliol de 1937 quan la temperatura baixà a -13,6 °C. Durant els mesos d'estiu la regió és entre temperada i calorosa, amb una temperatura mitjana entre 20,1 i 22,9 °C. La regió té de mitjana entre unes 1.800 i 2.000 hores de sol a l'any, però Palmerston North té una mitjana d'unes 1.725 hores de sol. Durant els mesos d'hivern la temperatura mitjana al migdia en les àrees costaneres és d'entre 4,0 i 7,9 °C, mentre que les àrees continentals són considerablement més fredes. Plou a les planes de Manawatu-Wanganui menys que la mitjana nacional, amb Palmerston North rebent uns 960 mm anualment, mentre que la pluja a altres parts de la regió varia entre els 1.000 i 2.000 mm de mitjana.
| Paràmetres climàtics mitjans de Palmerston North                        | Paràmetres climàtics mitjans de Palmerston North | Paràmetres climàtics mitjans de Palmerston North | Paràmetres climàtics mitjans de Palmerston North | Paràmetres climàtics mitjans de Palmerston North | Paràmetres climàtics mitjans de Palmerston North | Paràmetres climàtics mitjans de Palmerston North | Paràmetres climàtics mitjans de Palmerston North | Paràmetres climàtics mitjans de Palmerston North | Paràmetres climàtics mitjans de Palmerston North | Paràmetres climàtics mitjans de Palmerston North | Paràmetres climàtics mitjans de Palmerston North | Paràmetres climàtics mitjans de Palmerston North | Paràmetres climàtics mitjans de Palmerston North |
| Mes                                                                     | Gen.                                             | Feb.                                             | Mar.                                             | Abr.                                             | Mai.                                             | Jun.                                             | Jul.                                             | Ago.                                             | Set.                                             | Oct.                                             | Nov.                                             | Des.                                             | Anual                                            |
| ----------------------------------------------------------------------- | ------------------------------------------------ | ------------------------------------------------ | ------------------------------------------------ | ------------------------------------------------ | ------------------------------------------------ | ------------------------------------------------ | ------------------------------------------------ | ------------------------------------------------ | ------------------------------------------------ | ------------------------------------------------ | ------------------------------------------------ | ------------------------------------------------ | ------------------------------------------------ |
| Temperatura diària màxima °C (°F)                                       | 22,4 (72,3)                                      | 22,9 (73,2)                                      | 21,1 (70)                                        | 18,4 (65,1)                                      | 15,3 (59,5)                                      | 13,1 (55,6)                                      | 12,5 (54,5)                                      | 13,3 (55,9)                                      | 14,9 (58,8)                                      | 16,7 (62,1)                                      | 18,5 (65,3)                                      | 20,7 (69,3)                                      | 17,5 (63,5)                                      |
| Temperatura diària mínima °C (°F)                                       | 13,4 (56,1)                                      | 13,5 (56,3)                                      | 12,1 (53,8)                                      | 9,8 (49,6)                                       | 7,4 (45,3)                                       | 5,4 (41,7)                                       | 4,7 (40,5)                                       | 5,4 (41,7)                                       | 7,2 (45)                                         | 8,7 (47,7)                                       | 10,2 (50,4)                                      | 12 (53,6)                                        | 9,1 (48,4)                                       |
| Precipitació total mm (polzades)                                        | 65 (2,6)                                         | 62 (2,4)                                         | 74 (2,9)                                         | 76 (3)                                           | 94 (3,7)                                         | 87 (3,4)                                         | 94 (3,7)                                         | 82 (3,2)                                         | 83 (3,3)                                         | 90 (3,5)                                         | 78 (3,1)                                         | 83 (3,3)                                         | 966 (38)                                         |
| Font: National Institute of Water and Atmospheric Research Climate Data |                                                  |                                                  |                                                  |                                                  |                                                  |                                                  |                                                  |                                                  |                                                  |                                                  |                                                  |                                                  |                                                  |

| Paràmetres climàtics mitjans de Whanganui                               | Paràmetres climàtics mitjans de Whanganui | Paràmetres climàtics mitjans de Whanganui | Paràmetres climàtics mitjans de Whanganui | Paràmetres climàtics mitjans de Whanganui | Paràmetres climàtics mitjans de Whanganui | Paràmetres climàtics mitjans de Whanganui | Paràmetres climàtics mitjans de Whanganui | Paràmetres climàtics mitjans de Whanganui | Paràmetres climàtics mitjans de Whanganui | Paràmetres climàtics mitjans de Whanganui | Paràmetres climàtics mitjans de Whanganui | Paràmetres climàtics mitjans de Whanganui | Paràmetres climàtics mitjans de Whanganui |
| Mes                                                                     | Gen.                                      | Feb.                                      | Mar.                                      | Abr.                                      | Mai.                                      | Jun.                                      | Jul.                                      | Ago.                                      | Set.                                      | Oct.                                      | Nov.                                      | Des.                                      | Anual                                     |
| ----------------------------------------------------------------------- | ----------------------------------------- | ----------------------------------------- | ----------------------------------------- | ----------------------------------------- | ----------------------------------------- | ----------------------------------------- | ----------------------------------------- | ----------------------------------------- | ----------------------------------------- | ----------------------------------------- | ----------------------------------------- | ----------------------------------------- | ----------------------------------------- |
| Temperatura diària màxima °C (°F)                                       | 22,4 (72,3)                               | 22,7 (72,9)                               | 21,3 (70,3)                               | 18,8 (65,8)                               | 16 (60,8)                                 | 13,8 (56,8)                               | 13,2 (55,8)                               | 13,8 (56,8)                               | 15,2 (59,4)                               | 17 (62,6)                                 | 18,8 (65,8)                               | 20,7 (69,3)                               | 17,8 (64)                                 |
| Temperatura diària mínima °C (°F)                                       | 14 (57,2)                                 | 14 (57,2)                                 | 12,9 (55,2)                               | 10,6 (51,1)                               | 8,5 (47,3)                                | 6,5 (43,7)                                | 5,6 (42,1)                                | 6,2 (43,2)                                | 8 (46,4)                                  | 9,6 (49,3)                                | 10,9 (51,6)                               | 12,8 (55)                                 | 10 (50)                                   |
| Precipitació total mm (polzades)                                        | 62 (2,4)                                  | 65 (2,6)                                  | 68 (2,7)                                  | 71 (2,8)                                  | 81 (3,2)                                  | 82 (3,2)                                  | 88 (3,5)                                  | 70 (2,8)                                  | 72 (2,8)                                  | 81 (3,2)                                  | 74 (2,9)                                  | 70 (2,8)                                  | 882 (34,7)                                |
| Font: National Institute of Water and Atmospheric Research Climate Data |                                           |                                           |                                           |                                           |                                           |                                           |                                           |                                           |                                           |                                           |                                           |                                           |                                           |

## Districtes
Manawatu-Wanganui se subdivideix en deu districtes:
| Districte                  | Localització          | Capital          | Població | Àrea      | Densitat  |
| -------------------------- | --------------------- | ---------------- | -------- | --------- | --------- |
| Districte de Horowhenua    | Horowhenua            | Levin            | 30.700   | 1.066 km² | 28,8/km²  |
| Districte de Manawatu      | Manawatu              | Feilding         | 27.700   | 2.628 km² | 10,5/km²  |
| Ciutat de Palmerston North | Palmerston North      | Palmerston North | 85.300   | 337 km²   | 253,1/km² |
| Districte de Rangitikei    | Rangitikei            | Marton           | 14.600   | 4.476 km² | 3,3/km²   |
| Districte de Ruapehu       | Ruapehu               | Taumarunui       | 13.150   | 6.730 km² | 1,9/km²   |
| Districte de Stratford     | Stratford             | Stratford        | 9.220    | 2.161 km² | 4,3/km²   |
| Districte de Tararua       | Tararua               | Dannevirke       | 17.550   | 4.357 km² | 4,0/km²   |
| Districte de Taupo         | Taupo                 | Taupo            | 34.300   | 6.955 km² | 4,9/km²   |
| Districte de Waitomo       | Waitomo               | Te Kuiti         | 9.540    | 3.551 km² | 2,7/km²   |
| Districte de Wanganui      | Districte de Wanganui | Whanganui        | 43.200   | 2.372 km² | 18,2/km²  |

## Demografia
| Evolució demogràfica de Manawatu-Wanganui | Evolució demogràfica de Manawatu-Wanganui | Evolució demogràfica de Manawatu-Wanganui |
| Any                                       | Població                                  | Creixement                                |
| ----------------------------------------- | ----------------------------------------- | ----------------------------------------- |
| 1991                                      | 224.760                                   |                                           |
| 1996                                      | 228.771                                   | +1,8%                                     |
| 2001                                      | 220.089                                   | -3,9%                                     |
| 2006                                      | 222.423                                   | +1,1%                                     |

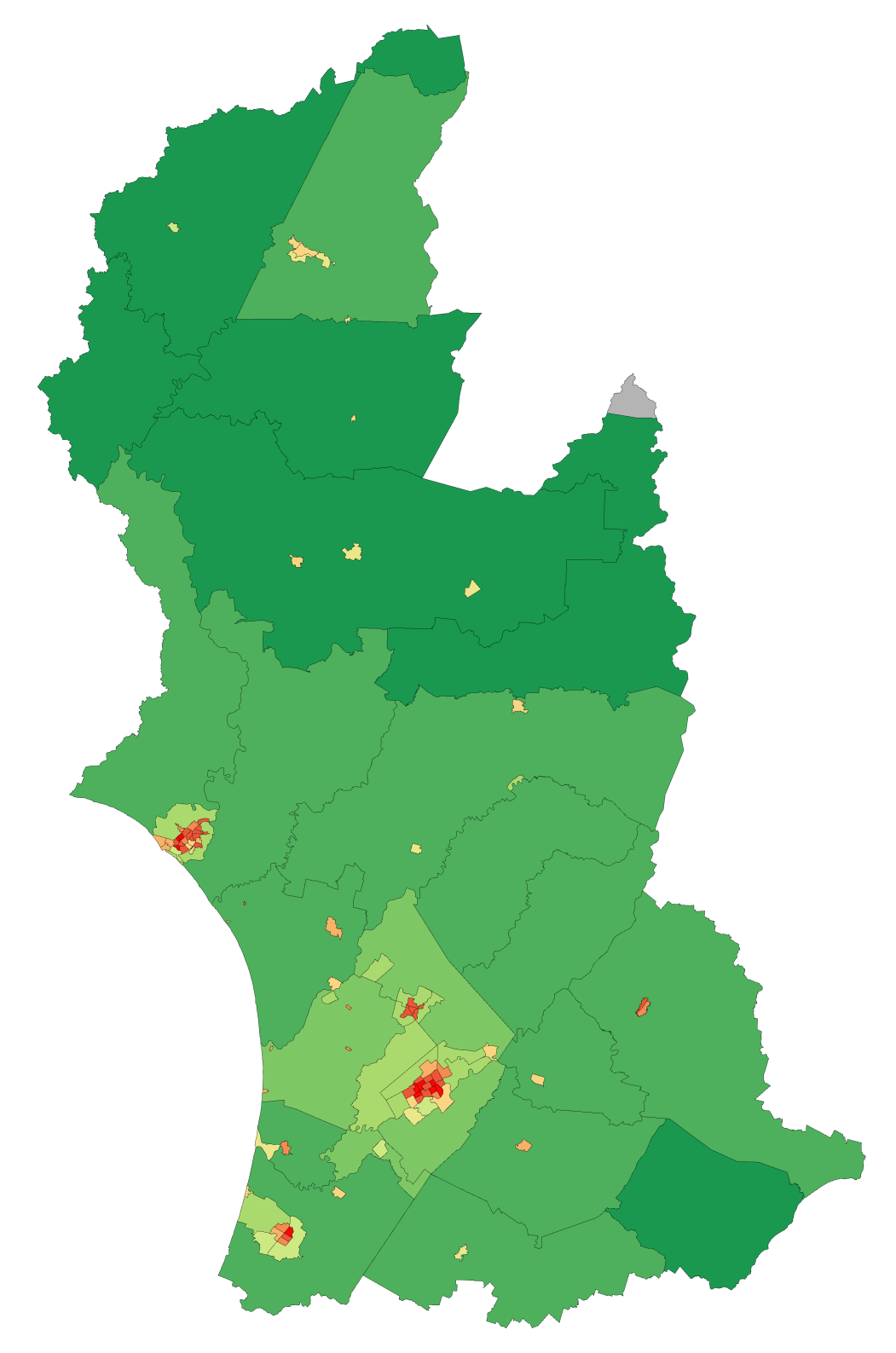
Densitat de població a Manawatu-Wanganui segons el cens de 2006

Segons el cens de 2006 Manawatu-Wanganui tenia 222.423 habitants, un augment de 2.334 habitants (1,1%) des del cens de 2001. Hi havia 85.194 llars habitades, 9.714 llars no habitades i 585 en construcció.
De la població de Manawatu-Wanganui, 108.360 (48,7%) eren homes i 114.063 (51,3%) eren dones. La regió tenia una edat mediana de 36,7 anys, 0,8 anys més que la mediana nacional de 35,9 anys. Les persones majors de 64 anys formaven el 14,3% de la població, comparat amb el 12,3% nacionalment; les persones menors de 15 anys formaven el 21,8% de la població, comparat amb el 21,5% nacionalment.
L'etnologia de Manawatu-Wanganui era (amb figures nacionals en parèntesis): 73,0% europeus (67,6%); 19,6% maoris (14,7%); 3,8% asiàtics (9,2%); 2,8% illencs pacífics (6,9%); 0,6% de l'Orient Pròxim, Llatinoamèrica o Àfrica (0,9%) i 12,5% d'altres ètnies (11,1%).
Manawatu-Wanganui tenia un atur de 5,2% per persones majors de 14 anys, més que la figura nacional de 5,1%. El sou anual mitjà de persones majors de 14 anys era (en dòlars neozelandesos) de 21.600$, comparat amb 24.400$ nacionalment. D'aquestes, un 47,2% tenien un sou anual de menys de 20.001$, comparat amb un 43,2% nacionalment; mentre que un 13,0% tenien un sou anual d'igual o de més de 50.000$, comparat amb un 18,0% nacionalment.

## Política

### Política regional
El consell regional de Manawatu-Wanganui va ser format com a part de reformes neozelandeses de governs locals i regionals el novembre de 1989. La seu del consell regional va ser establerta a Palmerston North. L'actual president del consell regional de Manawatu-Wanganui és Bruce Gordon.

### Política nacional
Nacionalment, Manawatu-Wanganui es localitza en cinc circumscripcions electorals generals i en dues circumscripcions electorals maoris a la Cambra de Representants de Nova Zelanda.
| Circumscripció         | Diputat            | Partit    |
| ---------------------- | ------------------ | --------- |
| Ōtaki                  | Nathan Guy         | Nacional  |
| Palmerston North       | Iain Lees-Galloway | Laborista |
| Rangitīkei             | Ian McKelvie       | Nacional  |
| Wairarapa              | John Hayes         | Nacional  |
| Whanganui              | Chester Borrows    | Nacional  |
| Ikaroa-Rāwhiti (maori) | Meka Whaitiri      | Laborista |
| Te Tai Hauāuru (maori) | Tariana Turia      | Maori     |